# John Macalister
John Macalister (9 juillet 1914 - 10 septembre 1944) fut, pendant la Seconde Guerre mondiale un agent secret canadien du Special Operations Executive. Parachuté en France pour y travailler comme opérateur radio d’un nouveau réseau dans les Ardennes, le réseau ARCHDEACON, il fut arrêté peu après son arrivée, emprisonné, interrogé, torturé, puis déporté et finalement exécuté par les Allemands.

## Identités
- État civil : John Kenneth Macalister
- Comme agent du SOE, section F :
  - Nom de guerre (field name) : « Valentin »
  - Nom de code opérationnel pour la RAF et pour la centrale radio : PLUMBER
  - Alias : Jean Charles Maulnier[1].

Parcours militaire :
- Intelligence Corps.
- SOE, section F ; grade : captain ; matricule : 257470

Pour accéder à des photographies de John Macalister, voir le paragraphe Liens externes en fin d'article.

## Famille
- Ses parents : Alexander et Celestine Macalister, Toronto, Ontario, Canada
- Sa femme : Jeannine Macalister, Paris, France

## Biographie
1914. Le 9 juillet, naissance de John Macalister à Guelph, Ontario, Canada.
Études :
- diplômé du Guelph Collegiate Vocational Institute (GCVI)
- diplômé de l’Université de Toronto,
- en tant que boursier Rhodes, il étudie à l’Université d’Oxford,
- il prolonge ses études supérieures de droit à Paris.

1939. À l’examen d’avocat, Macalister est classé premier des 150 candidats de l’Empire britannique.
Macalister essaye de rejoindre l’infanterie. Mais comme sa vue implique qu’il porte des verres épais, il ne peut pas assurer un service actif.
Vu ses connaissances en français, John Macalister se porte volontaire pour le Special Operations Executive Section F. Comme agent en France, ses lunettes épaisses devraient contribuer à son déguisement.
1943.
- 15 juin. Avec son ami Canadien Frank Pickersgill, John Macalister « Valentin » est parachuté en France pour travailler comme opérateur radio du réseau ARCHDEACON dans les Ardennes. Ils sont réceptionnés par Yvonne Rudellat.
- 21 juin. Ils sont arrêtés par la Gestapo. Certains ont rapporté que les Allemands avaient découvert qu’il était un agent secret en raison de son accent. Ils sont emmenés à la prison de Fresnes, où ils sont longuement interrogés et torturés. Macalister refuse fermement de donner ses contrôles de sécurité aux Allemands, qui, étant déjà en possession des codes, ne veulent pas envoyer au SOE à Londres des messages trompeurs. Quand les Allemands essayent d’envoyer des messages (en se faisant passer pour lui), le SOE reconnaît qu’ils sont truqués.

1944.
- Mai. Jack W. Pickersgill, frère de John et plus proche collaborateur du premier ministre canadien Mackenzie King, accompagne celui-ci à Londres et est reçu par le colonel Buckmaster qui croit encore Frank Pickersgill à la tête de son réseau.
- 27 août. Incapables de rien obtenir de lui qui ait quelque valeur, les forces de sécurité l’expédient, en même temps que Frank Pickersgill et Roméo Sabourin, au camp de concentration de Buchenwald.
- 10 septembre. Il est exécuté, pendu au crématoire de Buchenwald.

## Reconnaissance

### Distinction
- Grande-Bretagne : Mention in Despatches

### Monuments
Captain John Macalister est honoré par plusieurs monuments :
- Au Brookwood memorial, Surrey, Angleterre, panneau 21, colonne 1.
- En tant que l’un des 104 agents du SOE Section F morts pour la France, John Macalister est honoré au mémorial de Valençay, Indre, France,
- À Romorantin, un monument aux martyrs de la Résistance[2] est érigé, sur lequel figure le nom de John Macalister.
- au camp de Buchenwald, une plaque, inaugurée le 15 octobre 2010, honore la mémoire des officiers alliés du bloc 17 assassinés entre septembre 1944 et mars 1945, notamment vingt agents du SOE, parmi lesquels figure « Macalister, Capt. J.K. ».

De plus, L’Université de Toronto a nommé  un Jardin Pickersgill-Macalister sur le côté droit du monument Tour des soldats.

### Sources
- Michael Richard Daniell Foot, Des Anglais dans la Résistance. Le Service Secret Britannique d'Action (SOE) en France 1940-1944, annot. Jean-Louis Crémieux-Brilhac, Tallandier, 2008,  (ISBN 978-2-84734-329-8). Traduction en français par Rachel Bouyssou de (en) SOE in France. An account of the Work of the British Special Operations Executive in France, 1940-1944, London, Her Majesty's Stationery Office, 1966, 1968 ; Whitehall History Publishing, in association with Frank Cass, 2004. Ce livre présente la version officielle britannique de l’histoire du SOE en France. Une référence essentielle.
- Libre Résistance, bulletin d’information et de liaison, anciens des Réseaux de la Section F du S.O.E. (Special Operations Executive), Amicale BUCK, numéro 17, 2e trimestre 2006, page 4.